# Aloe lomatophylloides
Aloe lomatophylloides là một loài thực vật có hoa trong họ Măng tây. Loài này được Balf.f. mô tả khoa học đầu tiên năm 1877.